# Heterocyclina
Heterocyclina es un género de foraminífero bentónico de la familia Nummulitidae, de la superfamilia Nummulitoidea, del suborden Rotaliina y del orden Rotaliida. Su especie tipo es Heterostegina tuberculata. Su rango cronoestratigráfico abarca el Holoceno.

## Clasificación
Heterocyclina incluye a la siguiente especie:
- Heterocyclina tuberculata